# Przesłanka
Przesłanka – zdanie logiczne, będące podstawowym elementem procesu poznania, oznaczające odniesienie, na podstawie którego uznaje się inne zdania za prawdziwe, w ramach rozpoczętego procesu wnioskowania. Termin ten określa także zdania prawdziwe, będące wynikiem procesu wnioskowania, zakończonego wnioskiem lub konkluzją. Przesłanki mogą być wyraźne lub jedynie entymematyczne, zatrzymane w umyśle (gr. en thymo). Wnioskowania nawiązują często do stosunku wynikania między zdaniami.
Przesłanka nie jest tym samym co racja, a wniosek to nie to samo co następstwo. W przypadku obiektywnego stosunku wynikania ujawnia się następstwo racji, przy czym należy pamiętać, że prawdziwość następstwa nie przesądza o prawdziwości racji. W przypadku subiektywnym zaś mamy do czynienia z przesłanką i jej wnioskiem (konkluzją), ale stanowiące elementy „czyjegoś rozumowania” w pewnej chwili. 
Zdanie „A” jest racją zdania „B”, zaś zdanie „B” jest następstwem zdania „A” wtedy, gdy prawdziwość zdania „A” jest gwarancją prawdziwości zdania „B”. 
Zdanie stanowiące podstawę do uznania (wyprowadzenia) innego zdania nazywa się przesłanką rozumowania, a zdanie uznane (wyprowadzone) na podstawie przesłanki rozumowania nazywa się konkluzją (wnioskiem) rozumowania (wyprowadzania).
Układ przynajmniej dwóch zdań powiązanych ze sobą jako przesłanki i konkluzje, racje i następstwa nazywany jest rozumowaniem w sensie logicznym. 